# Toninho Camargos
Antônio Laerson Mialaret Camargos, conhecido como Toninho Camargos (Belo Horizonte, Minas Gerais, 3 de fevereiro de 1954) é um compositor brasileiro e produtor artístico. Aos 12 anos já lidava com o violão e desde os 17 aventurou-se na criação musical.
Frequentou a Fundação de Educação Artística (FEA), escola livre de música em Belo Horizonte, entre 1976 e 1984, importante núcleo de formação de músicos e compositores, tanto na área erudita como popular, onde atuou como estudante de música e colaborador da instituição. Foi um dos fundadores em 1974 do Grupo Mambembe, de música popular, do qual participou até sua dissolução em 1982, que se destacou no cenário mineiro, apresentando musicais como "De Xica a Xico - pequena história de nossa música urbana de Chiquinha Gonzaga a Chico Buarque” (1975/76); "Conversa de Botequim - Filosofia de Cerveja" (1976/77); "Divisor de Águas" (1978) e "A Revolta da Chibata" (1979 a 1982). 
Integrou a equipe da Rádio Inconfidência, do governo mineiro entre 1985 a 1987, sob a coordenação artística do compositor Fernando Brant, na qual atuou como programador e produtor de diversos programas. Transferiu-se para Pedro Leopoldo-MG, a partir de 1988 até 2000, chegando a atuar na gerência da área municipal de cultura. Foi um dos responsáveis pela criação do "Festival de Verão de Pedro Leopoldo". De volta à capital mineira, atuou na assessoria dos setores cultural e de comunicação social da Prefeitura Municipal de Nova Lima-MG, em dois períodos distintos (entre 2001 a 2011 e 2013 a 2016).
Dados Artísticos
Integrou o Grupo Mambembe no período de 1974 e 1982 ao lado de Cadinho Faria, Murilo Albernaz, Miguel Queiroz, Cláudia Sampaio Costa, Rogério Leonel da Costa, Lina Amaral, Aldo Fernandes, Edson Aquino, Antônio Martins, Marcílio Diniz e Titane, apresentando-se em diversas cidades brasileiras. Com o grupo participou da gravação do LP "Mambembe", em 1981, no qual figuraram músicas de sua autoria e com parceiros: "Bilhete mofado"; "Decotado"; "Melhor de três"; "Charada nacional" (c/ Dom Pedro Casaldáliga); "Contracanto" (c/ Cadinho Faria e Antônio Martins); "Nobre almirante" (c/ Cadinho Faria);. Outra composição sua foi incluída no LP "Nem A, nem B", de João Carlos Cavalcanti e Zé Augusto Silvestre: "Cada um por todos" (c/ João Carlos Cavalcanti). Ainda em 1981 coordenou a produção, junto com Edméia Passos, do LP "Música de Minas", lançado pela FEA, reunindo vários artistas mineiros, no qual o Grupo Mambembe interpretou "Rio Araguaia" (de Cadinho Faria e Toninho Camargos).
Figurou no compacto duplo “Semente de Canção” em 1983, com Cadinho Faria, trabalho que teve as participações especiais das intérpretes de Titane e Lígia Jacques e do arranjador Flávio Fontenelle, selecionado e financiado pela Coordenadoria de Cultura do Estado de Minas Gerais, registrando as faixas "Semente de canções" e "Rio Araguaia" (ambas c/ Cadinho Faria) e "Retrato", de sua autoria, além de "Represas", de Cadinho Faria.
Participou como co-roteirista, intérprete e compositor do show “Santa Esperança” (1984/85), de Hudson Brasil, Toninho Camargos e Murilo Albernaz, dirigido por Javert Monteiro, o qual integrou o integrou o elenco, apresentado-se em duas temporadas no Palácio das Artes (Sala Ceschiatti).  
Em 2003, o grupo Amaranto incluiu sua canção “Samba, samba” no CD "Brasilêro", e o compositor Hudson Brasil registrou duas de suas músicas realizadas em parceria - "Canção do sol" e "Sacramento" – no CD autoral “O tom e o fundamento” em 2005.
Três anos após, Toninho Camargos lançou o CD "Encontros", gravado ao vivo no Teatro Municipal de Nova Lima, no qual reuniu intérpretes, amigos e parceiros, com as canções: "Samba, samba"; "Caçador de esmeraldas"; "Tarde demais"; "Samba, Deus, professor"; "Decotado" e "Decotado II - a vingança"; "Cantar preciso" – músicas de sua autoria e "O auto do samba" (c/ Ladston do Nascimento); "Canção do sol" (c/ Hudson Brasil); "Na magia do samba" (c/ Hudson Brasil e Murilo Albernaz); "Rio Araguaia" (c/ Cadinho Faria); "Pelo amor de cantar" (c/ Luiz Henrique de Faria); e "Noite cigana" (de Cadinho Faria e Antônio Martins). A gravação ao vivo ficou a cargo de Fabrício Galvani. O CD “Encontros”, financiado pelo Fundo Municipal de Cultura de Belo Horizonte, contou com a participação do grupo Amaranto, Romeu Cosenza, Angela Evans, Ladston do Nascimento, Celso Adolfo, Lígia Jacques, Hudson Brasil, Cadinho Faria, Lira Amaral, Titane e grupo vocal DaBocapraFora.
Lançou em 2010 com Luiz Henrique de Faria e Regina Coelho o projeto “Noel Rosa – 100 canções para o centenário”, disponibilizado para pesquisas, com crônicas temáticas de análise do trabalho do compositor Noel de Medeiros Rosa e apresentação de gravações originais de composições do poeta de Vila Isabel. Tornou-se fonte viável para quem procure informações sobre Noel Rosa na rede mundial. O blog lançou no You Tube o vídeo com a sua canção Rosa do Samba, nas vozes de Romeu Cosenza e Nathan Marques, e arranjo de Flávio Fontenelle.
Outra composição de sua autoria “Pinta e borda” (c/ Laércio Mialaret e Luiz Sebastião) foi incluída no CD "Ribeirinha", de Laércio Mialaret, produzido em Florianópolis em 2015. No ano seguinte, o CD “Aqui e em outros lugares” de Elaine Pinho voltou a incluir a canção “Rio Araguaia” (Cadinho Faria e Toninho Camargos), em nova gravação.
Ainda em 2016, lançou o livro “Grupo Mambembe – pequena história que virou canção” (Mundo Produções/Editora Recanto das Letras, ISBN: 978-85-69943-29-7), relatando a trajetória de destaque do grupo musical mineiro nas décadas de 1970/80, com análise de conjuntura da produção cultural no período em Minas Gerais. Paralelamente ao livro, produziu junto com Regina Coelho o CD homônimo, com 15 gravações originais do Grupo Mambembe, restauradas por Luiz Henrique de Faria e masterizadas por Fabrício Galvani. Compõem este CD as canções: “Bilhete mofado”, “Melhor de três”, “Caco Cachaça” e “Decotado” (músicas de sua autoria); “Rio Araguaia”, “Raiz”, “Nobre Almirante”, “Nas cordas do meu violão”, “Eu sou poeta”, “Semente de canção” e “Tempo Mambembe” (estas de Cadinho Faria e Toninho Camargos); além de “Camará”, “Natureza Morta” e “Primavera” (músicas de Cadinho Faria); e “Falando da vida” e “A princesa e o cavaleiro” (músicas de Edson Aquino).
Entre seus parceiros constam Aldo Fernandes, Álvaro Cueva, Antônio Martins, Artur Pereira Camargos, Cadinho Faria, Dom Pedro Casaldáliga, Edson Aquino, Hudson Brasil, João Carlos Cavalcanti, Jorge Fernando dos Santos, Laércio Mialaret, Luiz Henrique de Faria, Luiz Sebastião, Manuel Musa, Marília Abduani, Marina Ferraz, Mourão Martinez, Murilo Albernaz, Ricardo Galuppo Fernandes, Rogério Leonel, Titane, Valter Braga e Vladimir Zapata.
Obra com registros profissionais
Bilhete Mofado; Caçador de esmeraldas; Caco Cachaça; Cada um por todos (c/ João Carlos Cavalcanti); Canção do sol (c/ Hudson Brasil); Cantar preciso; Charada Nacional (c/ Dom Pedro Casaldáliga); Contracanto (c/ Cadinho Faria e Antônio Martins); Decotado; Decotado II - a vingança; Eu sou poeta (c/ Cadinho Faria); Melhor de três; Na magia do samba (c/ Hudson Brasil e Murilo Albernaz); Nas cordas do meu violão (c/ Cadinho Faria); Nobre Almirante (c/ Cadinho Faria); Noturno; O auto do samba (c/ Ladston do Nascimento); Pelo Amor de Cantar (c/ Luiz Henrique de Faria); Pinta e borda (c/ Laércio Mialaret e Luiz Sebastião); Retrato; Rio Araguaia (c/ Cadinho Faria); Rosa do samba; Sacramento (c/ Hudson Brasil); Samba, Deus, professor; Samba, samba; Semente de canção (c/ Cadinho Faria); Tarde demais; Tempo Mambembe (c/ Cadinho Faria)
Discografia
(2016) Grupo Mambembe – pequena história que virou canção – Grupo Mambembe • Independente • CD; (2008) Encontros – Toninho Camargos • Independente • CD; (1983) Semente da canção – Cadinho Faria e Toninho Camargos • Independente • Compacto Duplo; (1981) Mambembe – Grupo Mambembe • Independente • LP; (1981) Música de Minas (vários artístas) • Selo FEA • LP
Músicas incluídas em outras produções
(2016) Aqui e em outros lugares (CD de Elaine Pinho) – canção Rio Araguaia (Cadinho Faria e Toninho Camargos) • Independente; (2015) Ribeirinha (CD de Laércio Mialaret) – canção Pinta e borda (Laércio Mialaret, Luiz Sebastião e Toninho Camargos); (2015) SoundCloud.com/pantojaflutemusic – Daniel Pantoja – canção Noturno (Toninho Camargos) com Heloísa Feichas e Daniel Pantoja; (2005) O tom e o fundamento (CD de Hudson Brasil) – canções Canção do sol e Sacramento (Hudson Brasil e Toninho Camargos); (2003) Brasilêro (CD do grupo Amaranto) – canção Samba, samba (Toninho Camargos) • Independente; (1981) Nem A, nem B (LP de João Carlos Cavalcanti e Zé Augusto Silvestre) – canção Cada um por todos (Toninho Camargos e João Carlos Cavalcanti) • Independente
Vídeo
(2010) Rosa do samba (de Toninho Camargos) com Romeu Cosenza e Narhan Marques, lançado pelo blog “Noel Rosa – 100 canções para o centenário”
Blogs
(2010) Noel Rosa – 100 canções para o centenário – autores: Toninho Camargos, Luiz Henrique de Faria e Regina Coelho; (2008) Blog de Toninho Camargos
Livros

(2016) Grupo Mambembe – pequena história que virou canção, autoria de Toninho Camargos – Editora Mundo Produções / Editora Recanto das Letras, Sorocaba – SP; (2016) Harmonia das Vozes, livro de partituras para arranjos vocais de autoria de Rogério Leonel, com inclusão das músicas “Canção do sol” (de Hudson Brasil e Toninho Camargos); Pelo amor de cantar (de Toninho Camargos e Luiz Henrique de Faria) e “Rio Araguaia” (de Cadinho Faria e Toninho Camargos)